# 四源假說
四源假說（英語：four-source hypothesis），也稱為四底本假說（Four-document hypothesis），是聖經研究中，用來解釋對觀福音問題的一個假說。這個假說認為，馬太福音與路加福音使用了四個來源，分別是馬可福音，Q來源，M來源與L來源。
這個假說於1925年由英國學者B. H. Streeter提出，以雙源假說重新修正而成。

## 概論
基於雙源假說，B. H. Streeter重新審視路加福音，認為路加福音中，與馬可福音無關的部份，可以再分析出Q來源與L來源。用相同的方式分析馬太福音，可以分析出Q來源與M來源。馬太福音的M來源，具有猶太基督教的特徵，是路加福音作者不曉得的。路加福音的L來源，是馬太福音作者不曉得的，B. H. Streeter認為源自凱撒里亞教區。而兩者共有的Q來源，B. H. Streeter認為屬於安提阿教區，最早可能是用亞蘭文寫作。